# 皇后 (賓夕法尼亞州)
皇后（英語：Queen）是美國賓夕法尼亞州貝德福縣一個非建制地區，距離縣治貝德福（英語：Bedford）以北約16.6英里（26.7），海拔高度為392米（1286英尺）。當地曾經擁有一所郵政局，但是後來該局已經在2005年4月23日關閉，而其美國郵遞區號則是16670。